# 191 a. C.
El año 191 a. C. fue un año del calendario romano prejuliano. En el Imperio romano, fue conocido como el año 563 Ab Urbe condita.

## Acontecimientos
- Ajuste del calendario romano, a la sazón adelantado cuatro meses respecto a las estaciones.
- El emperador chino Hui Di levanta la prohibición de los escritos de Confucio ordenada en 213 a. C.
- Segunda Batalla de las Termópilas: Los romanos dirigidos por Marco Acilio Glabrio derrotan a Antioco III el Grande y lo fuerzan a retirarse de Grecia.
- Hispania Romana: son pretores C. Flaminio (Citerior, prorrogado) y Lucio Emilio Paulo (Ulterior, con rango de procónsul). Emilio combate en la Bastetania.

- Datos: Q46066